# Chitradurga (stad)
Chitradurga is een stad in het district Chitradurga van de Indiase staat Karnataka. 

## Demografie
Volgens de Indiase volkstelling van 2001 wonen er 122.594 mensen in Chitradurga, waarvan 51% mannelijk en 49% vrouwelijk is. De plaats heeft een alfabetiseringsgraad van 76%. 